# 20016 Rietschel
20016 Rietschel este un asteroid din centura principală de asteroizi.

## Descriere
20016 Rietschel este un asteroid din centura principală de asteroizi. A fost descoperit pe 8 octombrie 1991 la Tautenburg de Freimut Börngen. Asteroidul prezintă o orbită caracterizată de o semiaxă mare de 2,64 ua, o excentricitate de 0,12 și o înclinație de 8,0° în raport cu ecliptica.